# Höstrup

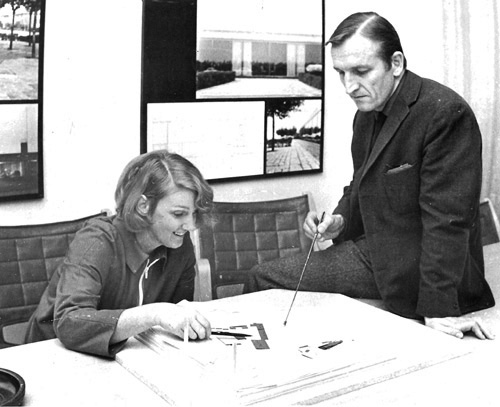
Lisa och Hugo Höstrup, 1969

Lise Roel Höstrup och Hugo Höstrup var är ett danskt arkitektpar med huvudsaklig verksamhet och produktion 1960-1980 i västra och södra Sverige. 
Lise Höstrup och Hugo Höstrup tog båda sin arkitektexamen 1954 på Konstakademin i Köpenhamn. Efter praktik i Rom samt delägarskap i en arkitektfirma i Halmstad från 1957, etablerade de 1967 eget kontor som var verksamt fram till 1981, då de flyttade till södra Frankrike. 
Paret Höstrups verksamhet var främst inriktad på offentliga byggnader (skolor, polishus, servicehus, stadsförnyelse, restaureringar) och de vann 1960-1980 ett tjugotal arkitekttävlingar. Deras verk har utställts på Charlottenborg och Louisiana i Danmark samt på Arkitekturmuseet i Sverige. Projekten, inklusive på senare år deras två privata bostäder i södra Frankrike, har publicerats i olika tidskrifter. Höstrup hade en kontinuerlig dialog och var nära vänner med det kända möbeldesign- och arkitektparet Poul (1929-1980) och Hanne Kjærholm (1930-2009).
Bland byggnader Lise och Hugo Höstrup ritat och realiserat i Halmstad kan nämnas polishuset (1960), posten (1960), Malcus kontorshus (1961), Hallandia hotel (1968), Sannarpsgymnasiet (1969), Vallåskyrkan (1974) och Kattegatts yrkesgymnasium (1981). De ritade rådhus och bibliotek i Båstad (1979) samt polishusen i Norrköping (1965), Borås (1965) och Kalmar (1979).